# Orzesznica (ssaki)
Orzesznica (Muscardinus) – rodzaj ssaków z podrodziny koszatek (Leithiinae) w obrębie rodziny popielicowatych (Gliridae).

## Zasięg występowania
Rodzaj obejmuje jeden żyjący współcześnie gatunek występujący w Europie i południowo-zachodniej Azji.

## Morfologia
Długość ciała (bez ogona) 65–91 mm, długość ogona 57–86 mm; masa ciała 17–30 g.

## Systematyka
Rodzaj zdefiniował w 1829 roku niemiecki paleontolog i przyrodnik Johann Jakob Kaup w książce swojego autorstwa o tytule Skizzirte Entwickelungs-Geschichte und natürliches System der europäischen Thierwelt. Na gatunek typowy wyznaczył (oznaczenie monotypowe) orzesznicę leszczynową (M. avellanarius).

### Etymologia
- Muscardinus: fr. muscardin ‘popielica, koszatka’, prawdopodobnie od muscadin ‘pastylka piżmowa’; w aluzji do zapachu orzesznicy[9].
- Pentaglis: gr. πεντε pente ‘pięć’[10]; rodzaj Glis Brisson, 1762 (popielica). Gatunek typowy (oznaczenie monotypowe): †Pentaglis foldvarii Kretzoi, 1943 (= †Myoxus sansaniensis Lartet, 1851).
- Eomuscardinus: gr. εως eōs lub ηως ēōs ‘świt, wschód’[11]; rodzaj Muscardinus Kaup, 1829 (orzesznica). Gatunek typowy (oryginalne oznaczenie): †Myoxus sansaniensis Lartet, 1851.

### Podział systematyczny
Do rodzaju należy jeden występujący współcześnie gatunek:
- Muscardinus avellanarius (Linnaeus, 1758) – orzesznica leszczynowa

Opisano również szereg gatunków wymarłych:
- Muscardinus cyclopeus Agustí Ballester, Moyà-Solà & Pons-Moyà, 1982[13] (Hiszpania; miocen)
- Muscardinus dacicus Kormos, 1930[14] (Rumunia; plejstocen)
- Muscardinus davidi Hugueney & Mein, 1965[15] (Francja; miocen)
- Muscardinus giganteus Jánossy, 1974[16] (Węgry; pliocen)
- Muscardinus heintzi Aguilar, 1982[17] (Francja; miocen)
- Muscardinus helleri Fejfar & Storch, 1990[18] (Niemcy; pliocen)
- Muscardinus hispanicus De Bruijn, 1966[19] (Hiszpania; miocen)
- Muscardinus meridionalis García-Alix, Minwer-Barakat, Martín-Suárez & Freudenthal, 2008[20] (Hiszpania; pliocen)
- Muscardinus pliocaenicus Kowalski, 1963[21] (Polska; pliocen)
- Muscardinus sansaniensis (Lartet, 1851)[22] (Francja; miocen)
- Muscardinus thaleri De Bruijn, 1966[19] (Hiszpania; miocen)
- Muscardinus vallesiensis Hartenberger, 1966[3] (Hiszpania; miocen)
- Muscardinus vireti Hugueney & Mein, 1965[23] (Francja; miocen)